# چیناتسو آکاساکی
چیناتسو آکاساکی (انگلیسی: Chinatsu Akasaki; ۱۰ اوت ۱۹۸۷ – ) صداپیشه اهل ژاپن بود. وی از سال ۲۰۰۸ میلادی تاکنون مشغول فعالیت بوده‌است.از کار های او می توان به صدا پیشگی نقش میچیرو در خاطرات پلاستیک اشاره کرد.